# KVTK
KVTK (ロシア語: Кислородно-водородный тяжёлого класса, 酸素/水素 重量級) は重量物打上げ機用の液体酸素/液体水素を推進剤とする上段ロケットである。KVTKはRD-0146Dエンジンを備え、アンガラ・ロケットで使用する目的で設計された。KVTKはロシア製の打上げ機で初めて液体水素を推進剤として使用する上段ロケットだがクルニチェフ国家研究生産宇宙センターはインドのGSLVの上段エンジンのKVD-1で経験がある。KVTKは最大5回の再着火が可能な設計で複雑な軌道変更が可能で軌道上で最大9時間の寿命を有する事を企図する。KVTKはアンガラA5の燃料として非対称ジメチルヒドラジンと酸化剤としてN2O4を推進剤として使用する標準的なブリーズ-M上段と比較してGTOへのペイロードを20から50%増やす事を企図する。

## 派生機種
RCAF は推進剤の容量が10,760キログラム (23,720 lb)のアンガラA3用に計画中の小型の極低温段で KVSK-A7 は積載量が26,500キログラム (58,400 lb)の計画中のアンガラA7用の上段である。